# Вульф, Дмитрий Алексеевич
Дмитрий Алексеевич Вульф (1908—2008) — заслуженный работник культуры России, вице-президент Российского народного Пушкинского фонда, почётный академик РАЕН, член общества «Наследие декабристов», Российского и Международного Пушкинских обществ.

## Биография
Происходил из старинного дворянского рода Вульфов, внучатый племянник Анны Петровны Керн; его отец, Алексей Николаевич Вульф (1868—1931?) — подполковник Лейб-гвардии Драгунского полка, младший офицер Тверского кавалерийского училища, инвалид войны первой категории (с 1916); мать — Наталья Сергеевна Головнина. В семье кроме него было ещё трое детей: старший брат Алексей и сестры Наталья и Елена.
В 1916 году Дмитрий Вульф начал учиться в Поливановской гимназии. После закрытия гимназии в 1923 году, для продолжения образования он поступил на вечернее отделение техникума при Московской горной академии; работал на заводе АМО.
В 1925 году отец передал ему архив своего дяди, декабриста Петра Николаевича Свистунова, в котором находились письма декабристов Муравьева-Апостола, Бобрищева-Пушкина, Нарышкина, Пущина. Позже, при содействии А. В. Луначарского, 186 документов архива поступили в Библиотеку имени Ленина.
В 1929 году после окончания техникума Дмитрий Вульф поступил в Горную академию на вечернее отделение металлургического факультета, из которого в 1930 году был образован Московский институт стали имени И. В. Сталина, впоследствии — Московский институт стали и сплавов. Однако в 1931 году, по доносу товарища, он был исключён из института как «буржуазный элемент». Через год он был восстановлен — при содействии М. И. Ульяновой и в 1935 году получил диплом инженера.
В 1936 году его направили на строительство 1-го ГПЗ (Государственного подшипникового завода); в 1938 году был направлен на работу в военную промышленность в Сибирь; в начале войны он работал главным инженером Новосибирского комбината боеприпасов. В 1944 году был командирован в Донецкую область, где встретился со своей будущей женой — Антониной Семёновной; в 1945 году у них родился единственный сын Алексей.
В период 1945—1960 годов он преподавал специальные дисциплины в Московском механическом институте (впоследствии МИФИ), с 1960 года до выхода на пенсию в 1976 году преподавал в Вечернем металлургическом институте.
Инженер по образованию, занимался созданием в Тверской области туристического маршрута «Пушкинское кольцо».
Похоронен на Ваганьковском кладбище.
О Д. А. Вульфе снят фильм «Здравствуй, Вульф, приятель мой».

## Источник
- Егорова Е. Н. Потомок славного рода Вульфов // Очарование пушкинских мест. — М.: Дом печати «Столичный бизнес»: МП «Информационный центр», 2003.